# Le Château (Saint-Barthélemy)
Pour les articles homonymes, voir Le Château (homonymie).
Le Château est un quartier de Saint-Barthélemy dans les Caraïbes. Il est situé dans la partie nord-ouest de l'île, juste au nord de la piste de l'aéroport qui est limitrophe.